# Jan Wilsgaard
Jan Wilsgaard (Brooklyn, New York, 23 januari 1930 – Kungsbacka, 6 augustus 2016) was hoofdontwerper bij de Volvo Car Corporation van 1950 tot 1990.

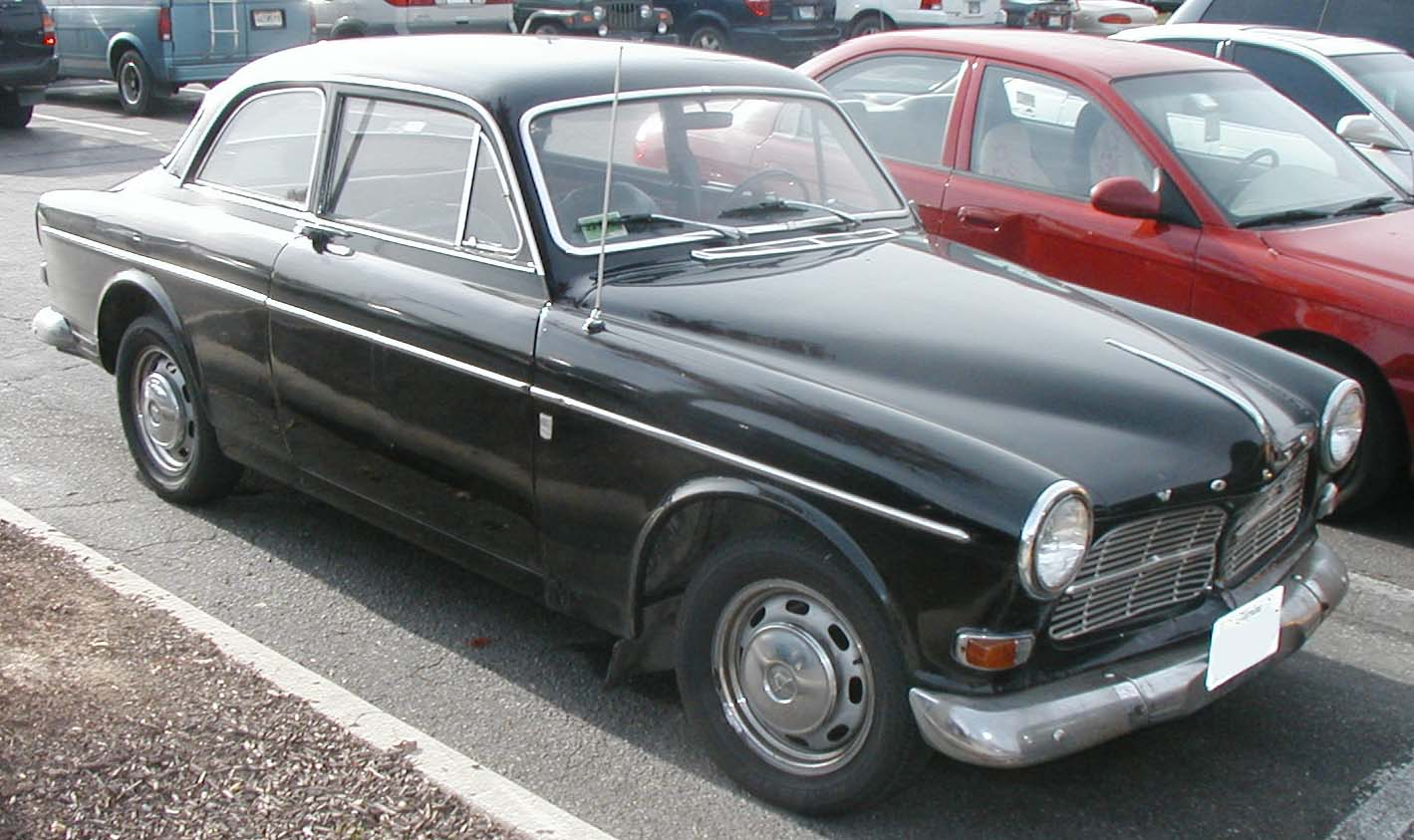
Volvo 122 coupé, ontworpen door Jan Wilsgaard

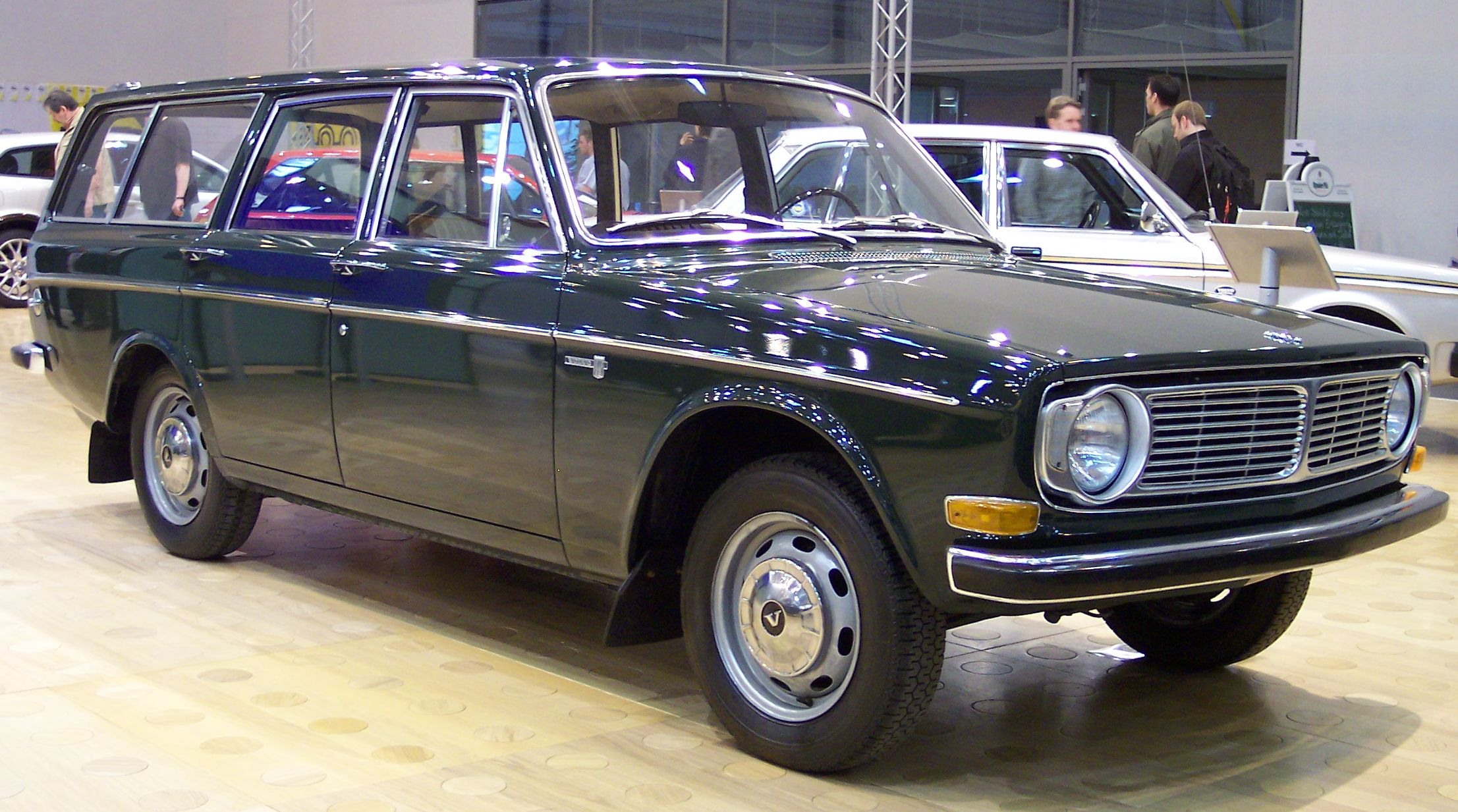
Volvo 145, ontworpen door Jan Wilsgaard

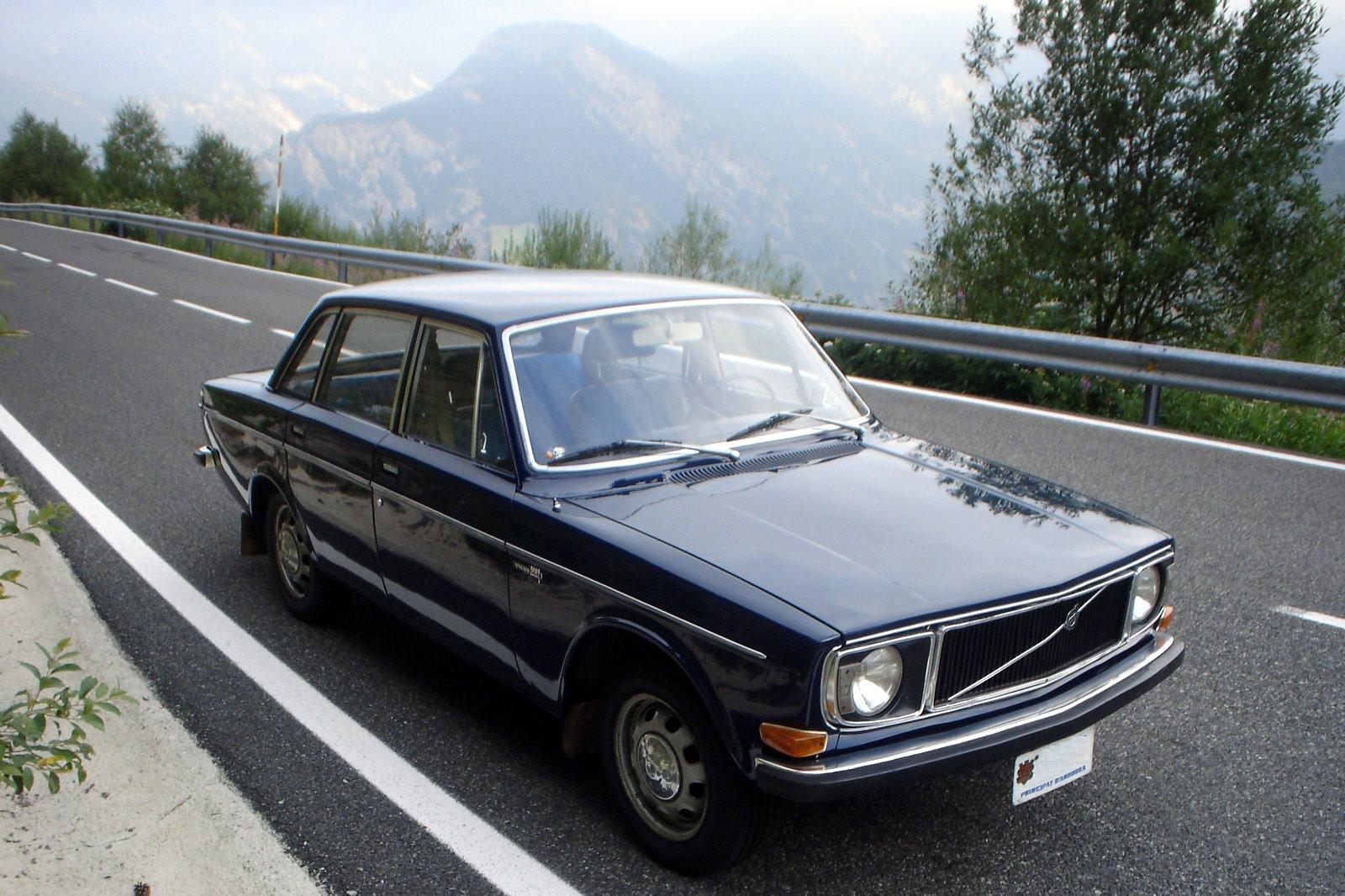
Volvo 144, ontworpen door Jan Wilsgaard

## Inleiding
Wilsgaard studeerde aan de Göteborgse school voor toegepaste kunst, nu HDK Högskolan för Design och Konsthantverk (hogeschool voor ontwerp en constructietechniek) van de Universiteit van Göteborg, voor hij in dienst kwam van Volvo, dat toen nog onder leiding stond van medeoprichter Assar Gabrielsson. Jan Wilsgaard was een van de vijfentwintig ontwerpers die genomineerd is voor de titel Auto-ontwerper van de eeuw en is opgevolgd door Peter Horbury.

## Achtergrond en carrière
Jan Wilsgaard's vader was een Noorse zeeman. De familie is tijdens de Tweede Wereldoorlog gevlucht van Noorwegen naar Zweden.
Als hoofdontwerper ontwierp Jan Wilsgaard al de modellen tijdens zijn dienstverband bij Volvo, met een paar uitzonderingen (zoals de Volvo P1900 en de P1800 coupé). Een van zijn eerste opdrachten was het verbeteren van het ontwerp van de achterramen van de Volvo Duett, een profetisch project, gezien Wilsgaard doorging met het ontwerpen van de estate-versies van de Amazon, de 140-, 240-, 700- en 850-serie en Volvo gedurende die periode steeds meer werd geassocieerd met het stationwagen-carrosserietype.
Naast het ontwerp van de Amazon en de 144, ontwierp Wilsgaard ook de Volvo 164, alswel als zijn succesvolle aanpassing van de P1800 tot de stationwagenversie, de Volvo 1800ES. Simon Lamarre, 'chief studio designer' zei: "De P1800ES is een van de iconen geworden van Volvo", welke later de inspiratie was voor de Volvo C30.
Toen Wilsgaard de Volvo 140-serie ontwierp, zei hij: "Simple is beautiful". Het ontwerp symboliseerde robuuste, ingehouden kwaliteit, maar werd door sommigen later uitgelegd als een gebrek aan creativiteit en durf.
Op 6 augustus 2016 is Jan Wilsgaard overleden  in Zweden.

## Volvo's ontworpen door Jan Wilsgaard
- Volvo P179, beter bekend als de 'Margaret Rose'
- Volvo Philip
- Volvo PV179
- Volvo Amazon
- Volvo 140-serie
- Volvo 164
- Volvo 240-serie
- Volvo 700-serie
- Volvo 850
- Volvo 262C

## Galerij

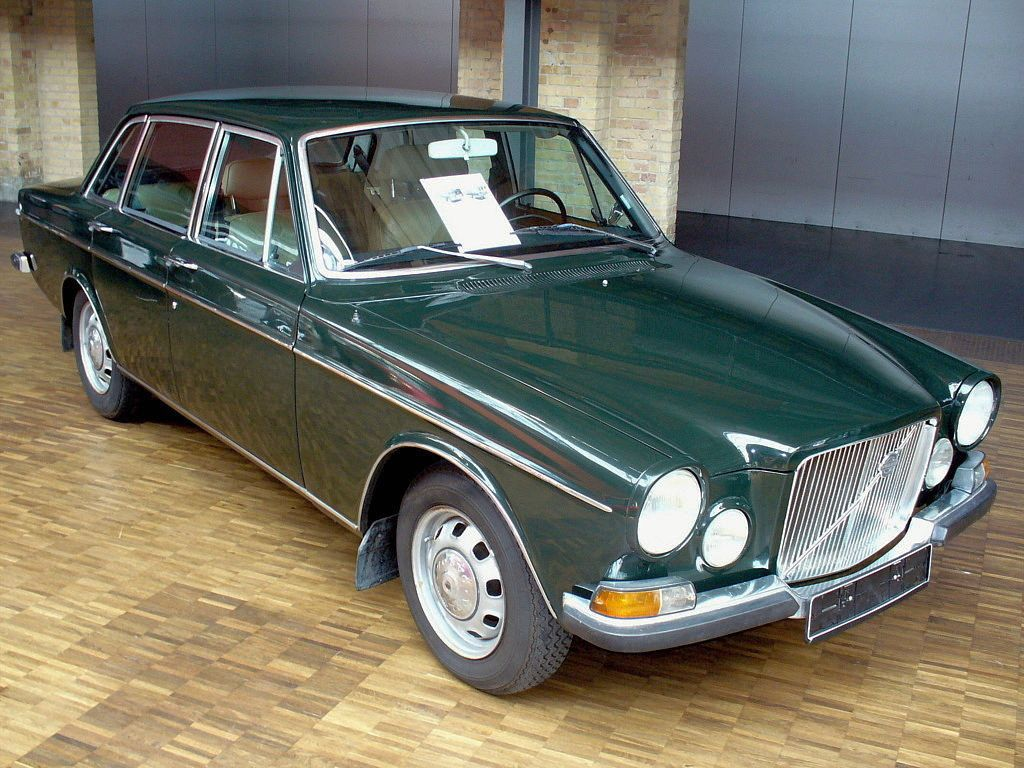
Volvo 164, ontworpen door Jan Wilsgaard
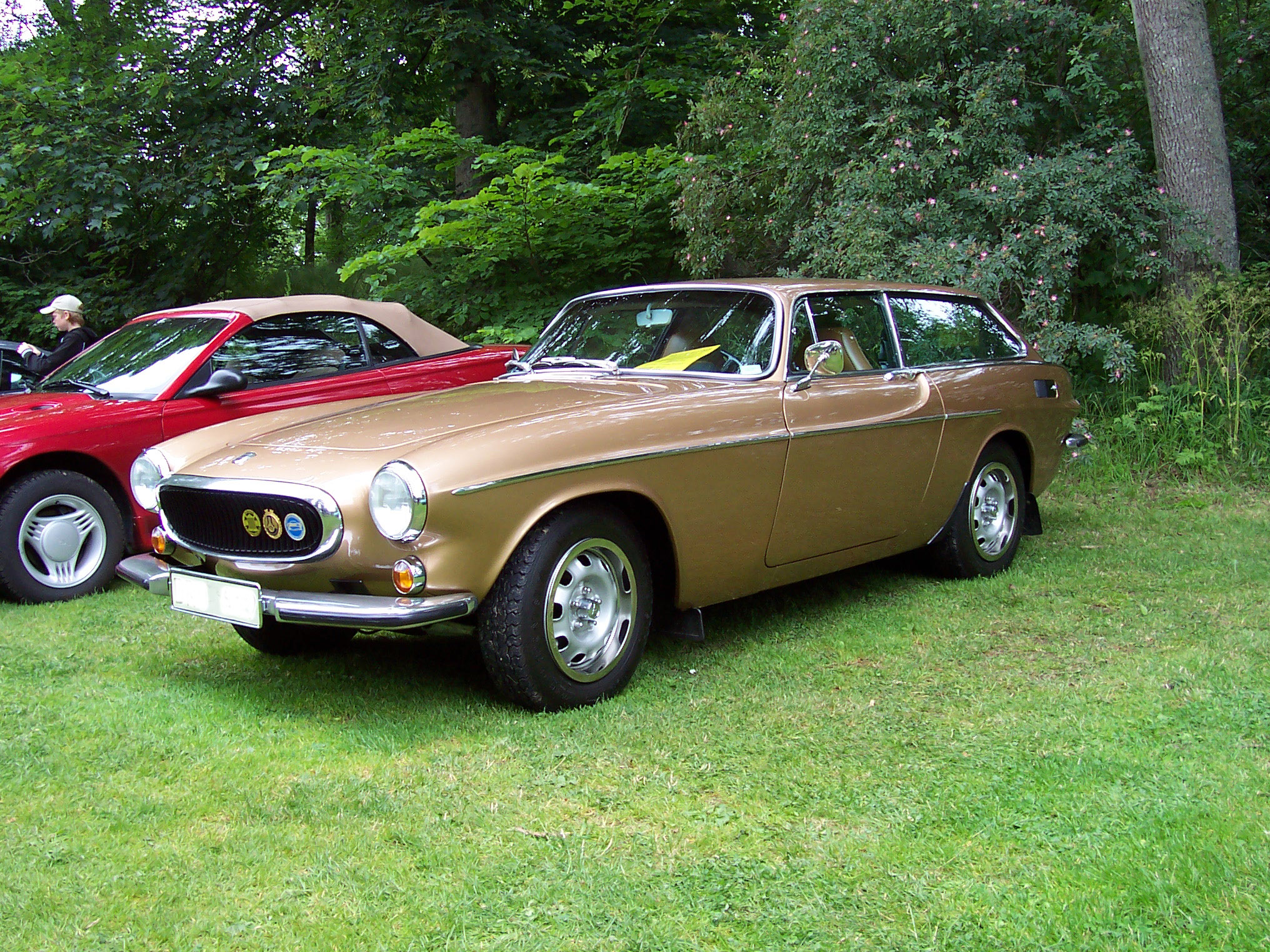
Volvo P1800ES, aangepast tot stationwagen door Jan Wilsgaard
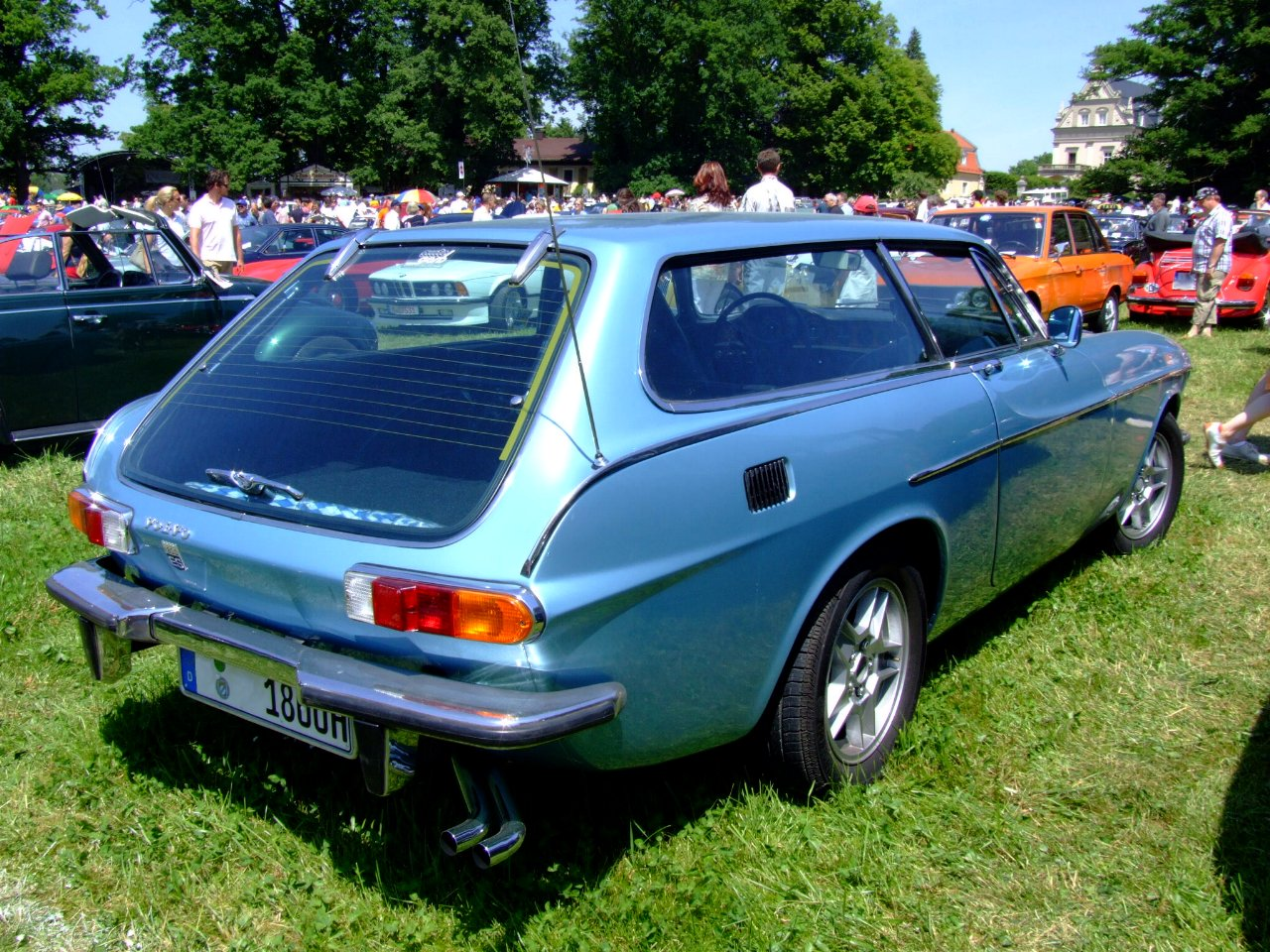
Achterkant van een P1800ES
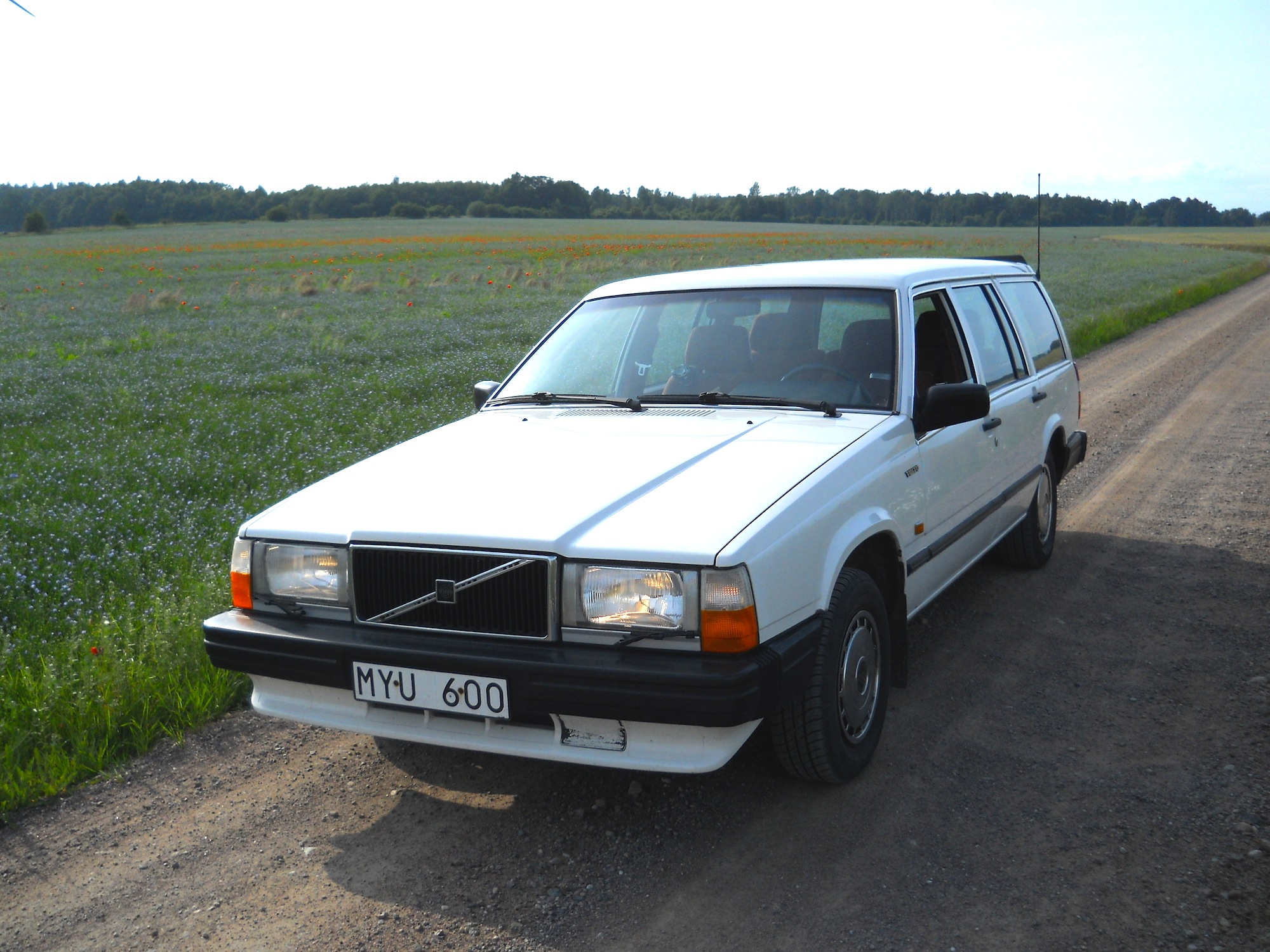
Volvo 740, ontworpen door Jan Wilsgaard
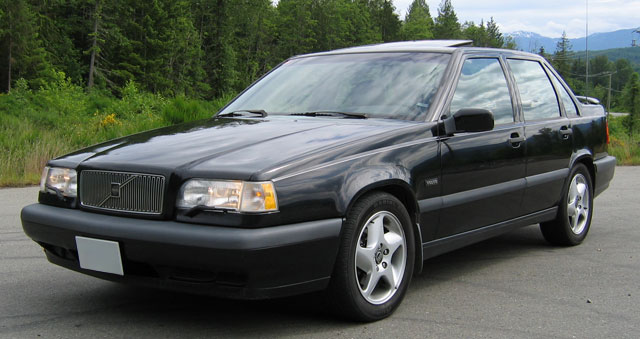
De 850 was Jan Wilsgaard's laatste ontwerp voor Volvo